# Toms鞋
Toms（又作TOMS）是一家營利性質公司，總部設於加利福尼亞州聖莫尼卡，Friends of Toms則為他們經營的非營利子公司。由一位來自德克薩斯州阿靈頓的企業家布雷克·麥考斯基在2006年成立。公司根據阿根廷的麻底帆布鞋來設計與銷售鞋子，他們也設計眼鏡。當Toms賣出一雙鞋時，將會給予一位貧困的孩童一雙鞋；當Toms賣出一對眼鏡時，一部分的利潤將會用於保護與恢復開發中國家人民的視力。

## 公司歷史
布雷克·麥考斯基在2002年與他的妹妹參加《驚險大挑戰》的第二季，初次造訪阿根廷。他在2006年1月再次返回那裡度假，而他在那注意到當地的馬球選手都穿著一種名為alpargatas的鞋子；一種方便穿脫的帆布鞋，之後麥考斯基也開始穿上這款鞋子。阿根廷的農夫數百年來也穿著這款鞋，在這之後也成了Toms鞋的經典款。它們是由帆布和棉織品製成的，而現在還有著許多不同的式樣，像是Cordones系列、Botas系列、Wedges系列、Stitchouts系列和Wrap Boots系列。而這些鞋底都是由橡膠製成的。麥考斯基在之後一次的旅途中，來到了布宜諾斯艾利斯的郊區當志工，他注意到當地許多孩子都是赤腳在街上奔跑。之後他發現缺乏鞋子的問題不僅是在這個社區而已，而是整個阿根廷甚至是其他開發中的國家，他便決定研製一種alpargata鞋以銷售到北美市場，並且保證當賣出一雙鞋時，他將會無條件提供給阿根廷和其他開發中國家的赤腳青年一雙全新的鞋。麥考斯基瞭解到鞋子的缺乏對這些青年來說有著嚴重的影響，將會危害到孩子們上學、預防傳染病等的能力。
他將想法建立在製造阿根廷鞋，並在這之後成立了公司，最剛開始製造了250雙鞋。公司在2006年5月開始正式銷售他們的鞋款。在《洛杉磯時報》刊登出一篇報導後，公司接到了9次的庫存訂單，並且在頭6個月賣出了10,000雙鞋。首批的免費鞋子在2006年10月分發給阿根廷的孩童，數量相當於當時銷售的庫存量：一萬雙。公司當時是自負盈虧的，使得麥考斯基以50萬美金賣掉了他的線上駕訓班公司，以提供鞋子公司資金。公司的名稱（TOMS）是取自於英文單字“tomorrow”，並且從最初的概念演變為“Shoes for Tomorrow Project”。
公司在2007年推出了一年一度的「一日不穿鞋」活動，追隨者將在一天當中完全不穿鞋，以增加Toms對衣物困乏孩童的認識。現今已經有像是美國線上、Flickr和探索頻道這些合作夥伴來幫助推動這項活動。到了2011年，全球已經有超過500家零售商在銷售這個品牌；這年它也推出了自有的眼鏡系列。到了2012年，更是已經將超過200萬雙鞋送給了全球各地發展中國家的孩子。新墨西哥大學的丹尼爾斯基金道德倡議（The Daniels Fund Ethics Initiative）描述這家公司為「一家有慈善成分的營利企業」。

## 商業模式

### "One for One"
Toms的商業模式已經被稱作為「一對一概念」的商業模式，指的是公司承諾每賣出一項產品時，將會提供一雙免費的鞋子、全新的鞋子給需要的孩童。曾收到這些免費產品的國家包括阿根廷、衣索比亞、瓜地馬拉、海地、盧旺達、南非以及美國。而他們的生產線也不僅局限於鞋類，同時還有眼鏡和服飾。公司靠著顧客間口耳相傳來達到宣傳產品的效果，同時他們依然專注於企業的社會責任。「Friends of Toms」是最初這個雛形的一部份，用來招募自願者到國外幫忙發送這些鞋子。Toms便以「One for One」登記為他們的商標，來形容他們自己的商業模式。

### 專注於企業責任
作家丹尼爾·H·平克形容這家公司的商業模式為「明確地建立最大化的目標」，即Toms既賣鞋也賣他們的理想；能產生來購買鞋的消費者，並且透過這個消費行為將他們轉變為捐助者——若這不是消費者的目的，則公司將會幫他們達成這個目的。另外還有一個短語「caring capitalism」（有愛的資本主義）用來描述這個獨一無二的商業模式。公司在產品轉成收入前，先將捐獻納入他們的商業模式，並使這個行為成為他們不可或缺的創造收入方面的商業模式，以此作為他們發展這句短語的一部份。身為維珍集團創辦人的商業大亨李察·布蘭遜在他的著作《Screw Business as Usual》中寫道這家公司的商業模式，他說「他們根據經濟、健康和教育需求方面，尋求能夠透過TOMS獲得最大受益的社群，同時也顧及到當地的企業，以免產生一種相互關聯的負面影響。」他同時也談到關於Toms進軍眼鏡市場，是為了發展中國家將近300萬的視覺受損人士。

## 慈善事業

### 合夥
Toms在2009年以非洲拓展計劃（Africa Outreach Project）與莎莉·賽隆合作創造限量版鞋款，盈利將用於非洲偏遠地區的教育與愛滋病患的醫療支援。Toms也曾以翹八字鬍標記取代傳統的Toms標誌來生產鞋子，以支持Movember基金會。Toms同時也與慈善機構水慈善合作許多年，像是WaterForward計畫，旨在透過代表他們的朋友將乾淨的水源帶給未開發的國家。另外一個合作慈善夥伴是FEED，當消費者買下一雙鞋時，公司除了給一位貧窮孩童一雙鞋外，還會捐贈12餐給貧困的學校。

## 反應

### 對「Buy One, Give One」模式的批評
Toms受到國際發展組織的批評。他們表示Toms模式旨在使消費者感覺良好，並不能解決潛在的貧窮。同時也有批評指向捐贈鞋子是否能如其他慈善機構的捐款一樣有效。Toms的創辦人布雷克·麥考斯基在2013年11月回應了這些批評，他說「如果你真的要認真看待緩和貧困，或者就如批評家所說，那麼你就需要創造就業機會。起初我把這些批評看作對我個人的謾罵，但後來我意識到這些評論是對的……我們接下來的目標就是用我們的商業模式來創造就業機會。」公司宣布他們計畫在2015年将三分之一的鞋由得到送鞋援助的國家生產製造。

## 外部連結
- 官方网站
- Friends of Toms官方網站（页面存档备份，存于）